# Sant Pere Molanta
Sant Pere Molanta es una localidad española del municipio de Olèrdola, perteneciente a la provincia de Barcelona, en la comunidad autónoma de Cataluña.

## Toponimia
El nombre del lugar puede encontrarse escrito con las grafías Sant Pere Molanta y San Pedro Molanta.

## Historia
Hacia mediados del siglo XIX, el lugar, por entonces con ayuntamiento propio en el que estaba incluida la aldea de Ferrán, tenía contabilizada una población de 113 habitantes. Aparece descrito en el undécimo volumen del Diccionario geográfico-estadístico-histórico de España y sus posesiones de Ultramar de Pascual Madoz con las siguientes palabras:

MOLANTA (San Pedro): l. cab. de ayunt. que forma con la ald. de Ferran en la prov., aud. terr., c. g. y dióc. de Barcelona (9 1/4 horas), part. jud. de Villafranca de Panadés (3/4): sit. parte en un llano, yp arte sobre las primeras montañas de la cord. que separa el del Panadés de los pueblos de la marina; goza de buena ventilacion y clima templado y sano. Tiene 30 casas y 1 igl. parr. (San Pedro), servida por 1 cura de ingreso, de provision real y ordinaria, y próximo á ella esta el cementerio. El term. confina N. San Cucufate Sasgarrigas; E. Aviñonet y Guñolas; S. Miguel de Herdola, y O. Villafranca de Panadés. El terreno es de mediana calidad y de secano; la parte montuosa se halla poblada de pinos, encinas, robles y arbustos, y abunda en canteras de piedra de cal; le fertiliza un arroyo de escaso caudal de aguas, que toma sucesivamente el nombre de los pueblos por cuyos térm. pasa, de Molanta, San Marsal y Ribas, y desagua en el mar: los caminos transversales conducen á los pueblos inmediatos, y la carretera de Barcelona á Tarragona. El correo lo recogen los interesados en la adm. de la cab. del part. prod.: trigo mezcladizo, cebada, algunas legumbres en corta cantidad y vino inferior; cria ganado lanar y de cerda, y caza de perdices, conejos y liebres. ind.: fabricacion de aguardiente. pobl. y riqueza: unida la de la cuadra de Puig Roig, 21 vec., 113 alm. cap. prod.: 2.112,800. imp.: 52,820.
(Madoz, 1848, p. 455)

El municipio de Sant Pere Moranta desapareció de cara al censo de 1857, al incorporarse al de Olèrdola. En 2023, la entidad singular de población de Sant Pere Moloanta tenía empadronados 754 habitantes, los mismos que el núcleo de población del mismo nombre.